# Kokytos
Kokytos (gr. Κωκυτός Kōkytós, łac. Cocytus) – w mitologii greckiej jedna z pięciu rzek Hadesu, obok Styksu, Acherontu (do którego uchodziła), Lete i Pyriflegetonu. Zwana rzeką lamentu, choć „Kokytos” znaczy „Oskarżony”. Opływała podziemia, tworząc Jezioro Stygijskie. Umarli, którzy nie byli w stanie zapłacić Charonowi za przewóz przez Styks, musieli wędrować jej brzegiem przez sto lat. Od niej brała początek rzeka Lete („Zapomnienie”), a jednym ramieniem wylewał się w jej koryto Styks.

## W literaturze
W Boskiej komedii Dantego, zapożyczony z mitologii Kocyt znajduje się w najbardziej wewnętrznym, dziewiątym kręgu Piekła. Jest to skute lodem jezioro, w którym cierpią dusze zdrajców; w samym centrum w lodzie pogrążony jest Lucyfer.